# Дакија Рипензис
Дакија Рипензис (лат. Dacia Ripensis), односно Приобална или Прибрежна Дакија, била је римска провинција, која је настала крајем 3. века (или почетком 4. века), а постојала је све до почетка 7. века. Створена је административном поделом старије покрајине Дакије Аурелијане на две нoве провинције: Дакија Рипензис (северни део) и Дакија Медитеранеа (јужни део). У историографији постоје недоумице око тачног времена и начина поделе, тако да неки стручњаци сматрају да је поменута провинцијска реорганизација извршена већ за време владавине цара Диоклецијана (284—305), док се други опредељују за време владавине цара Константина I (306—337). Гравни град провинције била је Рацијарија (лат. Ratiaria, данашњи Арчар у Бугарској). Почетком 7. века, провинција је опустошена и уништена за у време најезде Авара и Словена.

## Историја
Провинција је названа „приобалном” Дакијом због тога што се протезала дуж обале Дунава, за разлику од суседне „средоземне” Дакије, која се налазила дубље у унутрашњости. Приобална Дакија је обухватала северозападни део данашње Бугарске и ширу тимочку област у данашњој Србији, укључујући и град Феликс Ромулијана (Гамзиград).
У склопу поделе позног Римског царства на веће управне области (дијецезе), провинција Дакија Рипензис је првобитно припадала дијецези Мезији, која је за време владавине цара Константина I (306–337) подељена на два дела, па су тако настале: дијецеза Дакија на северу и дијецеза Македонија на југу. Приликом те поделе, провинција Дакија Рипензис је ушла у састав дијецезе Дакије, која је припадала преторијанској префектури Илирик.
За време владавине византијског цара Јустинијана I (527–565) створена је нова Архиепископија Јустинијана Прима, са центром у граду Јустинијана Прима (Царичин град код данашњег Лебана у Србији), а тој архиепископији је додељена помесна црквена јурисдикција над свим покрајинама дијецезе Дакије, укључујући и провинцију Приобалну Дакију.
За време велике сеобе народа, током 4. и 5. века, у ову провинцију су у више наврата упадали Готи, а током 6. века су је често нападали Словени и Авари, који су почетком 7. века уништили византијску власт у на ширем подручју, чиме је и ова провинција престала да постоји.